# San Marco (Venedig)
 For alternative betydninger, se San Marco. (Se også artikler, som begynder med San Marco)
San Marco er en af de seks sestieri (distrikter) i Venedig, og ligger i hjertet af byen, og fungerer som Venedigs hovedsted. San Marco omfatter også øen San Giorgio Maggiore. Selv om distriktet omfatter Markuspladsen, blev pladsen aldrig administreret som en del af sestieren.

## Oversigt
Det lille distrikt omfatter mange af Venedigs mest berømte seværdigheder, herunder Markuspladsen, Markus Basilika , Doges palads, Harry's Bar, Palazzo Dandolo, San Moisè, La Fenice teater, Palazzo Grassi og kirkerne San Beneto, San Fantin, Santa Maria del Giglio, San Maurizio, San Moisè, Santo Stefano, San Salvador, San Zulian og San Samuele.
Området er tæt bygget og var beliggenhed for Venedigs regering. Det er nu stærkt touristet og der er mange hoteller, banker og butikker .
San Marco er også et sted, der bruges i flere videospil som i Tekken, Assassin's Creed II og Venetica .
45°26′02″N 12°19′59″Ø / 45.434°N 12.333°Ø